# Chapalichthys pardalis
Chapalichthys pardalis är en fiskart som beskrevs av Álvarez, 1963. Chapalichthys pardalis ingår i släktet Chapalichthys och familjen Goodeidae. Inga underarter finns listade i Catalogue of Life.